# Омадзе, Юрий Романович
Юрий Романович Омадзе (род. 5 июля 1984, Гори) — российский дзюдоист, бронзовый призёр чемпионата России 2008 года, мастер спорта России. Увлёкся дзюдо в 1996 году. 3-кратный чемпион Грузии среди юниоров, призёр чемпионата Грузии среди молодёжи. С 2004 года член сборной команды России по дзюдо. Директор клуба дзюдо «Брандком-мастерс» (Лобня, Московская область).

## Спортивные результаты
- Чемпионат России среди молодёжи 2005 — ;
- Чемпионат России по дзюдо 2008 года — .